# Asesinato de Clota Lanzetta
El asesinato del empresario y relacionista público Claudio Oscar Lanzetta ocurrió el 29 de octubre de 2001 cuando recibió un disparo en la cabeza mientras era asaltado en su domicilio.

## Biografía
Claudio Oscar Lanzetta (Buenos Aires, 9 de noviembre de 1961 - Buenos Aires, 29 de octubre de 2001), más conocido como Clotta, fue un relacionista público, empresario, artista y cantante argentino, uno de los relacionistas públicos más famosos de los años noventa en su país. Hizo del campo de las relaciones públicas su territorio en boliches como La Morocha (en Punta del Este), Pachá, Buenos Aires News, y Coyote. En abril de 2001 abrió su propia disco, Big One. Promovió modelos con la organización de desfiles en los lugares considerados más VIP y exclusivos por las revistas de moda.

## Trayectoria laboral
En 2001 condujo con Daniela Cardone y el humorista Alacrán, Viva la fiesta, los sábados por el canal América. Anteriormente había tenido un espacio en el programa de Andrea Frigerio, Viva la diferencia y en Circomanía. Tanto en el 2000 como en el 2001 presentó vídeos musicales en un programa en el canal Much Music, llamado Much Dance. Estuvo invitado en numerosos programas chimenteros como Intrusos en el espectáculo y Rumores.
En 1997 lanzó un video musical del famoso tema «La modelo» (un cover en español del tema Das Model, de la banda alemana Kraftwerk), en el que participaron numerosas modelos famosas y amigas de Clotta, entre ellas Lorena Ceriscioli, Dolores Trull, María Vázquez, Solange Cubillo, Daniela Cardone e Isabel Macedo. También popularizó otros temas con la ayuda de DJ Dero. También participó en el video musical «Vida modelo» del grupo Turf. Tuvo la oportunidad de conducir un programa de música dance en radio Energy.

## Asesinato
El sábado 27 de octubre de 2001 quedó en encontrarse con un joven que conoció ese mismo día. A la noche siguiente (del domingo 28 de octubre), Clotta llevó a su amigo Gustavo Guga Pereyra, y el joven citado a otro amigo. Los cuatro cenaron en un restaurante de Las Cañitas y luego fueron a su departamento en Palermo, ya en la madrugada del lunes 29 de octubre.
Uno de los dos hombres de la cita salió a la calle con una excusa (buscar un teléfono celular) para luego regresar con dos cómplices armados. Ellos lo ataron a una silla con una cinta de embalar, lo amordazaron al igual que a su amigo, lo acostaron sobre un sofá y le apoyaron el arma en la cabeza exigiéndole la clave de la tarjeta. Lanzetta fue asesinado el lunes 29 de octubre de 2001 a las 04:00 de la mañana producto de un disparo en la cabeza. Según Guga Pereyra, el disparo se produjo por error cuando el asaltante intentó forcejear con el arma.
El asesino y sus cómplices fueron detenidos el 31 de octubre en las rutas Panamericana y 197, mientras esperaban escapar a la Costa Atlántica.
El 16 de diciembre encontraron la pistola en el Río Tigre. El 26 de marzo de 2003 fueron condenados Marcos Araujo, a 15 años de prisión, Matías Elorza, a 13 años y Esteban Suárez, a 10 años.
El cuarto imputado, Gastón Rosas, resultó absuelto luego de haber estado casi dos años encarcelado.